# Yechiva Etz Haïm
La Yechiva Etz Haïm fondée à Montreux (Suisse) en 1927, est la première yechiva fondée dans ce pays et la première d’Europe de l’Ouest. Son fondateur est le rabbin Yerahmiel Eliyahou Botschko. Elle siège en Israël depuis 1985 et actuellement dans la localité de Kokhav Ya'akov dans le Mateh Binyamin, sous le nom de Hekhal Eliyahou.

## Histoire

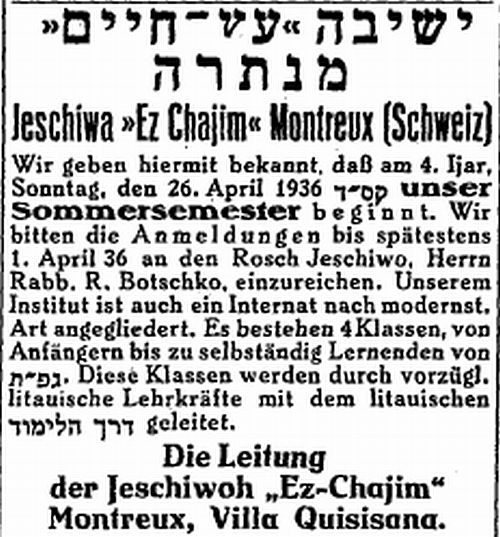
Yechiva Etz Haïm
de Montreux,
publicité de 1936.

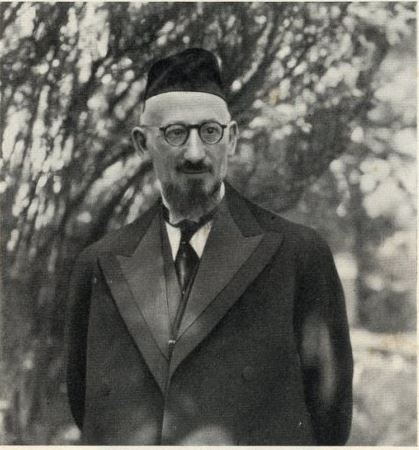
Rav Yerahmiel Eliyahu Botschko.

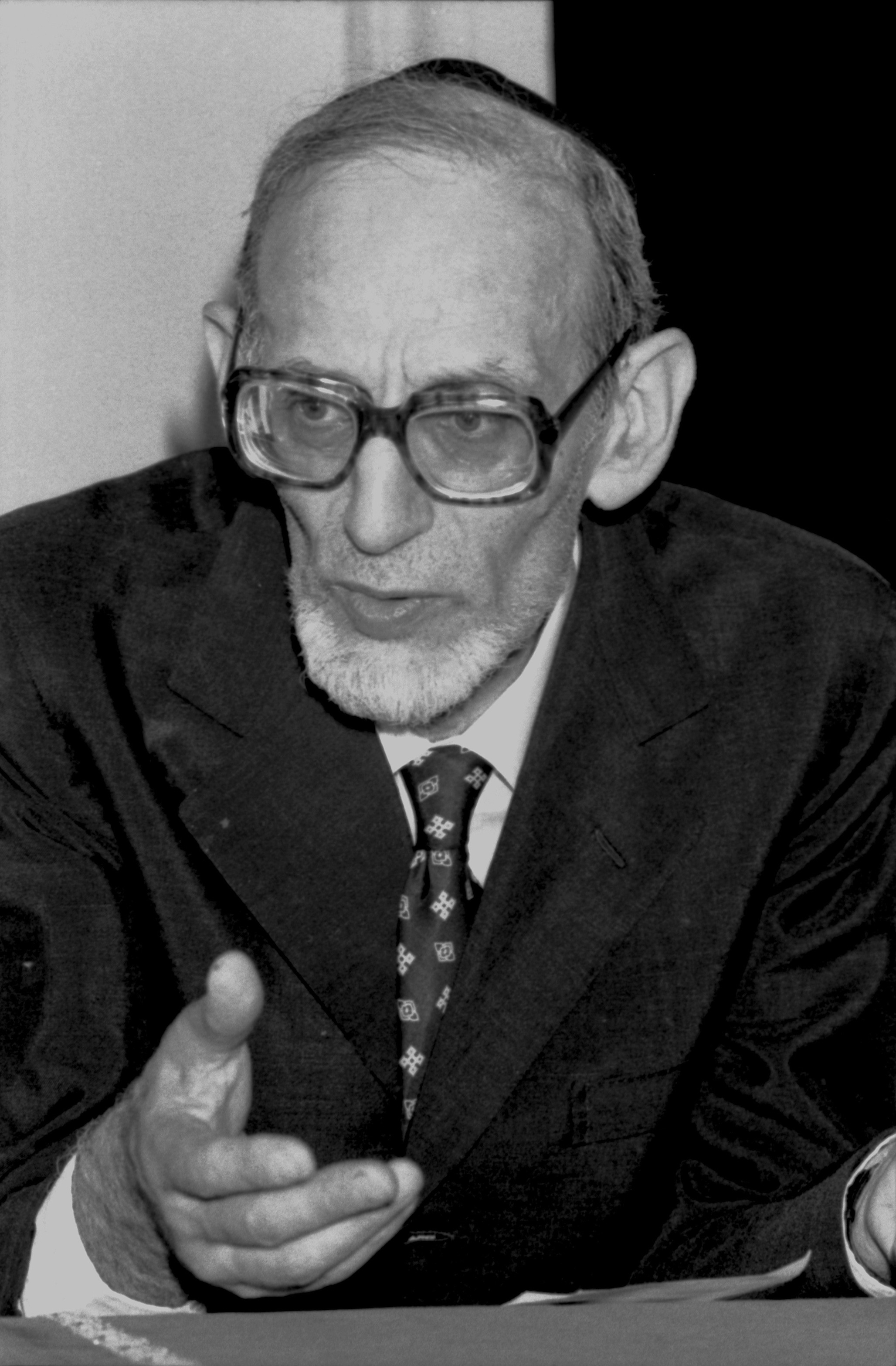
Rav Moshé Botschko en 1979.

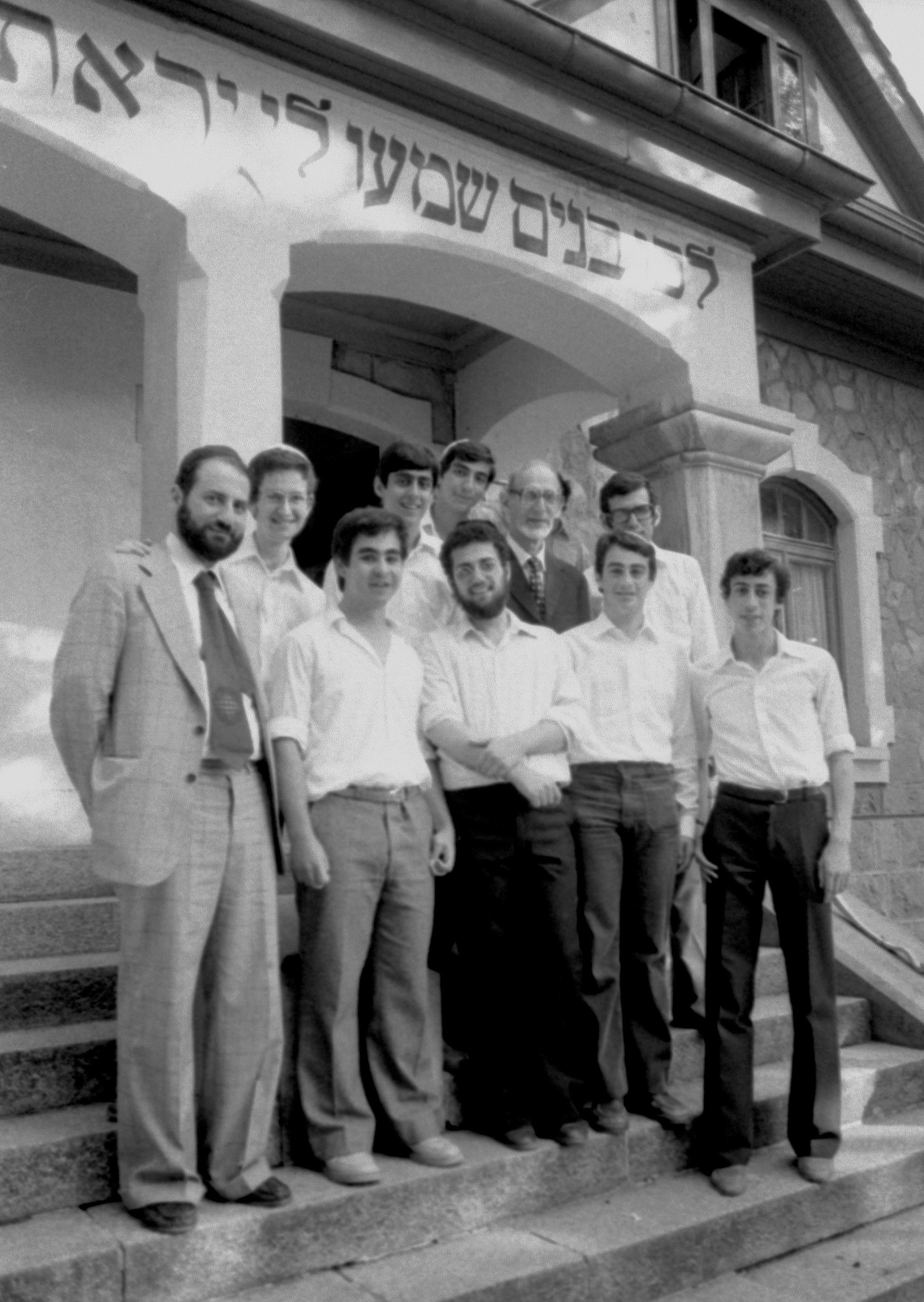
À la villa Quisisana,
entourant Rav Moshé Botschko,
les bacheliers de 1979.

À Montreux, où il tient un commerce de confection pour dames, le rabbin Yerahmiel Eliyahou Botschko, originaire de Lituanie, fonde en 1927 Etz Haïm – l’arbre de vie –, la première yechiva de Suisse, tout en continuant de dessiner et de couper des robes avec sa femme dans son atelier, afin de subvenir à ses besoins.
Il fonda la Yeshiva une fois marié, sur les instructions de son maître le Alter de Novardok, le rabbin Yosef Yoizel Horowitz (1849-1919).
Les premiers élèves sont d’abord hébergés dans un appartement puis dans un hôtel au centre de Montreux. Rav Eliyahou trouve enfin le lieu définitif d’implantation de sa yechiva à la villa Quisisana sur les hauteurs de Montreux.
La Yechiva Etz Haïm, grâce à la bonne réputation qu’elle avait dans la population de Montreux qui la protégea, fut la seule parmi les quelques-unes établies en Europe occidentale qui fonctionnera pendant la Seconde Guerre mondiale.
Son fils, Rav Moshé Botschko acquis aux principes de Samson Raphaël Hirsch de Torah im derekh Eretz, transforme à partir des années 1970 la Yechiva Etz Haïm en lycée-yechiva, dispensant un cursus d’études générales préparant au baccalauréat français, en parallèle avec une solide formation traditionnelle. La yechiva attire alors des dizaines de garçons francophones, venus de Suisse, de Belgique et de France.
L’enseignement profane est assuré par des professeurs recrutés pour l’occasion, à raison de deux heures par jour, et les bons résultats aux examens confirment la justesse de cette intuition.
Il règne à Montreux une atmosphère chaleureuse et familiale avec une grande ouverture vers le monde extérieur. Pendant les mois d’été le fils de Rav Moshé, Shaoul David, organise dans les environs de Montreux des colonies de vacances qui accueillent les enfants les plus défavorisés de la Communauté. Ce sont les étudiants de la yechiva qui en assurent l’animation.
Rav Moshé Botschko, pionnier de ce type d’éducation, devient alors une personnalité influente dans le judaïsme francophone et forme toute une génération d’éducateurs et rabbins dans l’atmosphère du sionisme religieux.
En 1975, Saul David Botschko, petit-fils du fondateur de la dynastie, crée avec son père un cursus de formation d’enseignants reconnus par Israël, le Beth Midrach Lemorim, (École des Maîtres), pour essayer de pallier le manque de cadres dans les communautés juives pour l’enseignement du Qodech (enseignement religieux ou sacré par opposition à l’enseignement profane).
Ainsi des montreusiens qui venaient d’obtenir le baccalauréat pouvaient rester à la Yechiva quelques années supplémentaires afin d’obtenir un diplôme d’enseignant en Qodech.
Au moment de sa retraite professionnelle, Moshé Botschko quitte Montreux en 1985 pour organiser l’Alyah de la Yechiva Etz Haïm, d’abord à Jérusalem, puis dans le Yichouv de Kokhav Yaakov au nord de Jérusalem, sous le nom de Hékhal Eliahou au nom de son défunt père, une yeshiva hesder (en) qui combine études religieuses et service militaire et accueille plus de cent cinquante étudiants.
À partir de son arrivée à Kokhav Yaakov, son fils, le rabbin Saul David Botschko prend la relève de son père en tant que Rosh yeshiva et continue sur le chemin de celui-ci. Il a développé la yeshiva avec 2 programmes Massa (programmes d'intégration en Israël organisés par l'Agence juive) pour les jeunes français post bac cherchant à s'installer en Israël, ainsi qu'un programme pour les convertis d'Amérique du Sud.
À la rentrée 2021-2022, c'est son fils le rabbin Yé'hezkel Botschko qui lui succède au poste de rosh yeshiva

## Personnalités ayant étudié à la Yeshiva Etz Haïm
- Élie Bloch
- Ahron Daum
- Daniel Gottlieb
- Benjamin Gross
- André Neher
- Raphael Patai
- Max Warschawski
- Michel Warschawski
- Shlomo Wolbe

## Personnalités liées à la Yeshiva Etz Haïm
- Aharon Leib Shteinman[3]
- Shimon Schwab
- Moshe Soloveitchik (Zurich)
- Yechiel Yaakov Weinberg[4],[5]
- Shaul Weingort, père de Abraham Weingort[6]
- Abraham Weingort, professeur

## Sources
- « Botschko, Elijahu » dans le Dictionnaire historique de la Suisse en ligne. consulté le 12 octobre 2011
- « À propos de la Yéchiva Hékhal Eliahou », sur le site de la Yéchiva Hékhal Eliahou (consulté le 12 octobre 2011)
- « Décès du Rav Moché Botschko le soir de Yom Kippour », sur jforum.fr (consulté le 12 octobre 2011)
- « La yechiva de Montreux », sur akadem.org (consulté le 12 octobre 2011)
- « Rav Moshé Botschko z"l - un homme d’harmonie », sur akadem.org (consulté le 12 octobre 2011)
- (en) « Does a clone have a soul ? », sur haaretz.com (consulté le 12 octobre 2011)